# Věra Suková
Věra Suková, rozená Věra Pužejová, (13. června 1931, Uherské Hradiště – 13. května 1982 Praha) byla česká tenistka a tenisová trenérka, matka tenisty Cyrila Suka, tenistky Heleny Sukové a manželka Cyrila Suka st., dlouholetého předsedy Československého tenisového svazu. Na klubové úrovni hrála za I. ČLTK Praha.
7. července 1962 si zahrála ve finále nejproslulejšího tenisového turnaje v londýnském Wimbledonu, v témže roce se stala 5. nejlepší tenistkou světa.
Reprezentovala Československo v Poháru federace, po ukončení své profesionální kariéry se stala trenérkou československého reprezentačního družstva žen i juniorek, jako trenérka a nehrající kapitánka s družstvem žen vyhrála v roce 1975 Pohár federace.

## Přehled sportovních úspěchů

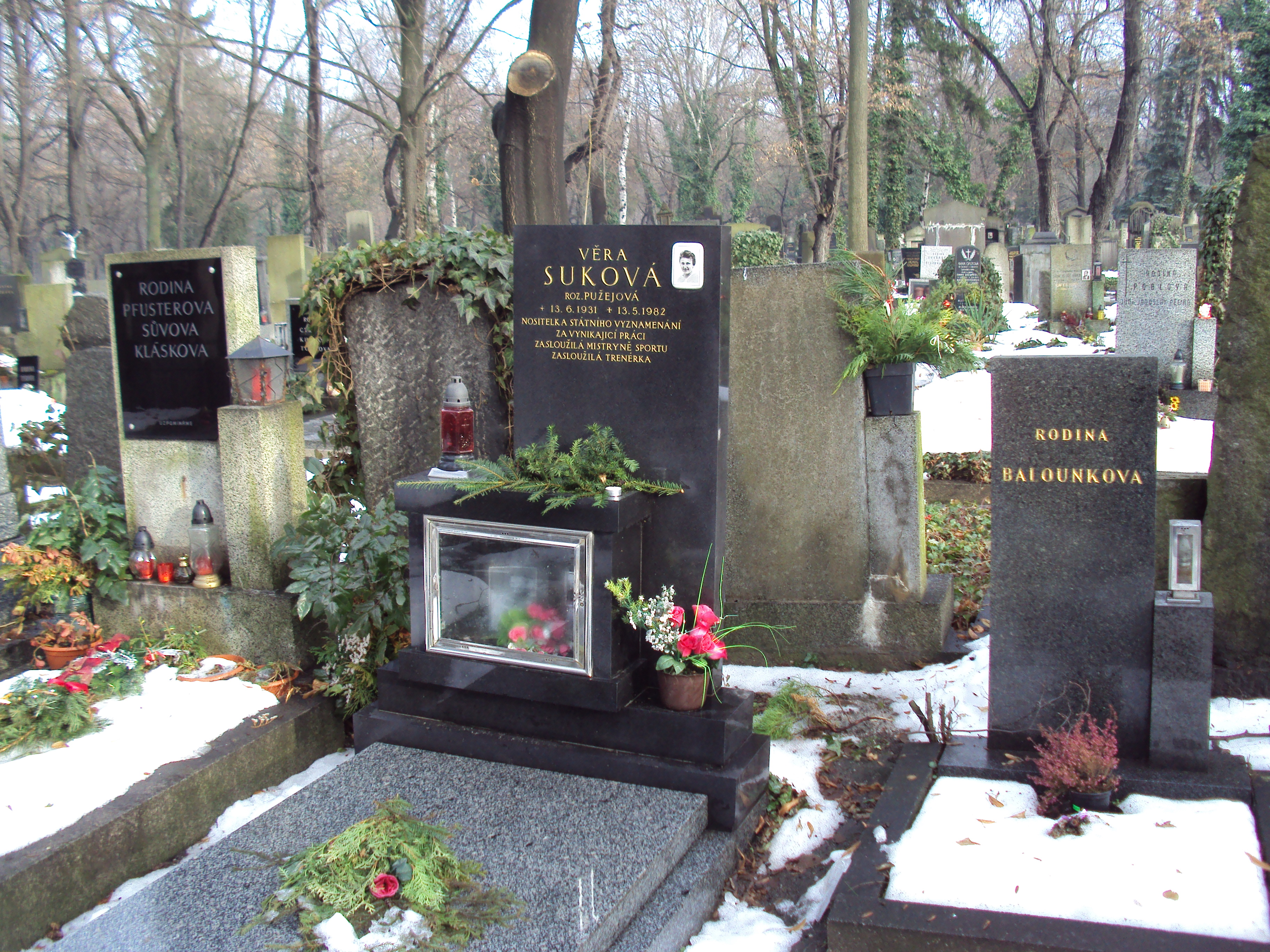
Hrob Věry Sukové na Olšanech

- jedenáctinásobná mistryně Československa ve dvouhře
- desetinásobná mistryně Československa ve čtyřhře
- osminásobná mistryně Československa ve smíšené čtyřhře
- již v roce 1957 šestá hráčka světa, v roce 1962 pátá na světě, v roce 1963 na desátém místě
- Grandslam:
  - Wimbledon, Londýn: 1962 ve finále, 1961 čtvrtfinále
  - Roland Garros, Paříž – dvouhra: 1957, 1963 – semifinále; 1959, 1960, 1964 – čtvrtfinále
  - Roland Garros, Paříž – smíšená čtyřhra s Jiřím Javorským: vítězství v roce 1957, finále v roce 1961

- Turnaje:
  - Forest Hills: 1962 – čtvrtfinále